# Manchester Mark I

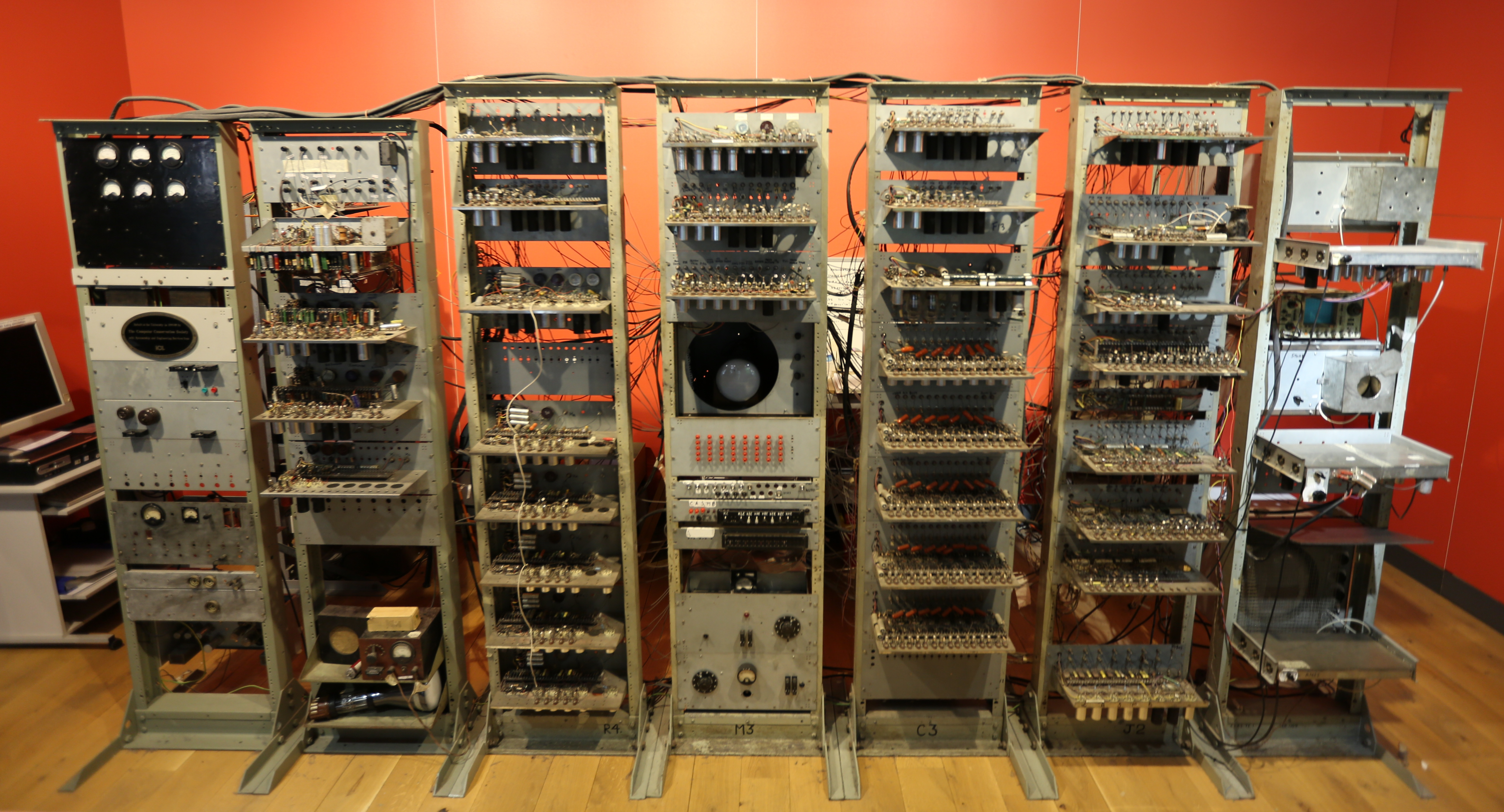
Manchester baby head on

La Manchester Mark 1 fue en un principio una máquina experimental a pequeña escala llamada "The baby", construida entre 1947 y 1948 en la Universidad de Mánchester, como continuación del Manchester Small-Scale Experimental Machine (SSEM), la primera computadora electrónica del mundo con programa almacenado en la misma máquina. Su diseño se pensó para demostrar el potencial que tendrían los programas almacenados en la computadora, por eso se considera la primera computadora que funcionaba con memoria RAM. Los trabajos comenzaron en agosto de 1948, y la primera versión entró en funcionamiento en abril de 1949, cuando un programa escrito para buscar números primos de Mersenne corrió durante nueve horas sin fallas en la noche del 16 al 17 de junio de 1949. El matemático Alan Turing se incorporó al proyecto en el año 1948, realizando un lenguaje de programación para la computadora.Mark I, fue el primer ordenador electromecánico, construido en la Universidad de Harvard por un proyecto entre la IBM y Howard H. Aiken en 1944, basaba en la máquina analítica de Charles Babbage, se había iniciado su construcción en el año 1939. Para su arquitectura hubo que utilizar alrededor de 800 km de cables y más de 3 000 000 de conexiones, entre pistones, ruedas dentadas y otras elementos llegó a pesar 31 500 kg

## Historia
En 1951, fue remplazada por una versión conocida como Ferranti Mark I, que surgió de la colaboración del equipo de la Universidad de Mánchester y de los hermanos Ferranti que tenían una fábrica. La Ferranti Mark I fue de las primeras computadoras comerciales de la historia.

## Características
Algunas de sus características fueron: una memoria principal (RAM) de 256 palabras de 40 bit cada una (o sea tenía una memoria de 1280 bytes) basada en tubos de vacío; una memoria que almacenaba 3750 palabras; realizaba una operación estándar, como una suma, en 1.8 milisegundos y en cambio para realizar una multiplicación era mucho más lento, añadiéndole al tiempo de una operación estándar 0.6 milisegundos por cada bit que tuviera el multiplicador. La entrada era por medio de un sencillo teclado para almacenar directamente la información al computador; la salida para las comprobaciones era a través de un visualizador de tubos de rayos catódicos. 
En versiones intermedias de la máquina, los programas se introducían mediante interruptores, a la manera de un primitivo teclado. Los resultados se mostraban como una serie de puntos y rayas a través de un tubo de rayos catódicos. Sin embargo, en sus especificaciones finales, en octubre de 1949, se le añade un Teletipo con lector y perforador de cinta de papel de cinco agujeros.